# Erica Rossi
Erica Rossi (ur. 20 listopada 1955 w Bolzano) – włoska lekkoatletka, sprinterka, dwukrotna mistrzyni igrzysk śródziemnomorskich i dwukrotna olimpijka.

## Kariera sportowa
Specjalizowała się w biegu na 400 metrów. Odpadła w eliminacjach tej konkurencji oraz sztafety 4 × 400 metrów na igrzyskach olimpijskich w 1980 w Moskwie oraz w półfinale biegu na 400 metrów na halowych mistrzostwach Europy w 1981 w Grenoble. Wystąpiła w zawodach pucharu świata w 1981 w Rzymie, gdzie zajęła 5. miejsce w biegu na 400 metrów i w 6. miejsce w sztafecie 4 × 400 metrów. Na mistrzostwach Europy w 1982 w Atenach zajęła 6. miejsce w sztafecie 4 × 100 metrów i odpadła w eliminacjach biegu na 400 metrów. Odpadła w ćwierćfinale biegu na 400 metrów i eliminacjach sztafety 4 × 100 metrów na mistrzostwach świata w 1983 w Helsinkach.
Zdobyła złoty medal w sztafecie 4 × 400 metrów (w składzie: Cosetta Campana, Giuseppina Cirulli, Letizia Magenti i Rossi) oraz srebrny medal w biegu na 400 metrów na igrzyskach śródziemnomorskich w 1983 w Casablance. Na halowych mistrzostwach Europy w 1984 w Göteborgu zdobyła srebrny medal w biegu na 400 metrów, przegrywając jedynie z Taťáną Kocembovą z Czechosłowacji, a wyprzedzając Rosicę Stamenową z Bułgarii. Zajęła 6. miejsce w sztafecie 4 × 400 metrów i odpadła w eliminacjach biegu na 400 metrów na igrzyskach olimpijskich w 1984 w Los Angeles. Na halowych mistrzostwach Europy w 1985 w Pireusie zajęła 4. miejsce w biegu na 400 metrów. Startując w reprezentacji Europy zajęła 3. miejsce w sztafecie 4 × 400 metrów w zawodach pucharu świata w 1985 w Canberze.
Odpadła w półfinale biegu na 400 metrów na halowych mistrzostwach Europy w 1986 w Madrycie. Na mistrzostwach Europy w 1986 w Stuttgarcie zajęła 5. miejsce w sztafecie 4 × 400 metrów i odpadła w półfinale biegu na 400 metrów. Odpadła w eliminacjach sztafety 4 × 400 metrów na mistrzostwach świata w 1987 w Rzymie.
Ponownie zwyciężyła w sztafecie 4 × 400 metrów (w składzie: Campana, Cirulli, Nevia Pistrino i Rossi) oraz zdobyła srebrny medal w biegu na 400 metrów na igrzyskach śródziemnomorskich w 1987 w Latakii. Odpadła w eliminacjach biegu na 800 metrów na halowych mistrzostwach Europy w 1988 w Budapeszcie.
Była mistrzynią Włoch w biegu na 400 metrów w latach 1976–1985 i 1987, w biegu na 800 metrów w 1985, w sztafecie 4 × 100 metrów w 1982 i 1984 oraz w sztafecie 4 × 400 metrów w 1980, 1983, 1984 i 1987. W hali była mistrzynią Włoch w biegu na 200 metrów w 1982 i 1983 oraz w biegu na 400 metrów w latach 1980, 1981, 1984–1986 i 1988.
Była rekordzistką Włoch w biegu na 400 metrów z czasem 52,01 s (7 września 1982 w Atenach), w sztafecie 4 × 100 metrów z czasem 43,99 s (11 września 1982 w Atenach) i pięciokrotnie w sztafecie 4 × 400 metrów do wyniku 3:30,82 (11 sierpnia 1984 w Los Angeles).